# Marek Koniarek
Marek Krzysztof Koniarek (né le 29 mai 1962 à Katowice) est un footballeur international polonais.
Il est connu pour avoir fini meilleur buteur du championnat de Pologne lors de la saison 1995-96 avec 29 buts.
Avec 65 buts marqués, Czaja est le meilleur buteur de l'histoire du Widzew Łódź.

## Carrière d'entraineur
- 1998-déc. 1999 :  GKS Katowice
- jan. 2000-nov. 2000 :  GLKS Kietrz
- nov. 2000-2001 :  Widzew Łódź
- 2001-2002 :  Ruch Radzionków
- nov. 2004-avr. 2005 :  Rozwój Katowice
- 2005-déc. 2005 :  Gornik Polkowice
- 2007-déc. 2007 :  Rozwój Katowice
- avr. 2008-2008 :  Gornik 09 Myslowice
- mars 2010-2011 :  LSZ Piotrowka
- mai 2013-2013 :  Rozwój Katowice
- mars 2015-2015 :  Rozwój Katowice
- depuis 2017 :  Rozwój Katowice